# Chilcotin (rivière)
Pour les articles homonymes, voir Chilcotin.
La Chicoltin (en anglais : Chicoltin River) est une rivière de 241 km de long, qui coule sur le plateau Intérieur au centre-ouest de la province de Colombie-Britannique au Canada. C'est un affluent du Fraser qu'elle rejoint au sud de la ville de Williams Lake.
Le nom Chilcotin vient de Tŝilhqot'in , qui signifie « peuple de la rivière ocre », où l'ocre fait référence au minéral utilisé par la nation Tŝilhqot'in et d'autres communautés autochtones comme base pour la peinture ou la teinture.  La rivière Chilcotin, la rivière et le lac Chilko , ainsi que la rivière et le lac Taseko constituent le bassin versant de la rivière Chilcotin.

## Géographie
Elle prend sa source dans le massif montagneux de la chaîne Côtière.